# Lycée français de Stavanger
Le lycée français de Stavanger, créé en 1972, est un établissement d'enseignement français à Stavanger (Norvège), géré par la Mission laïque française (MLF). L’établissement ferme définitivement ses portes à l’été 2019, à la fin de l’année scolaire.

## Présentation
Créé pour scolariser les enfants des familles expatriées des compagnies pétrolières exploitant le secteur, l’établissement a élargi son recrutement. Il scolarise désormais des élèves d’horizons divers — enfants d’expatriés d’organismes internationaux ou d’entreprises hors secteur pétrolier — ainsi que des élèves de différentes nationalités.
Le lycée satisfait aux conditions légales qui assimilent les périodes de scolarité effectuées dans cet établissement à celles accomplies en France. Les décisions qui y sont prises sont donc valables de plein droit dans les établissements français.
Les structures pédagogiques actuelles permettent d’accueillir des élèves de la maternelle à la seconde. Les locaux du lycée sont situés dans l’enceinte de l’école norvégienne de Kampen Skole. Le secondaire et l’élémentaire occupent tout le troisième étage du bâtiment. Les élèves de maternelle sont au rez-de-chaussée, dans un bâtiment faisant face à la cour de récréation.
En 2011, l’établissement accueille 62 élèves. Il disparaît en juillet 2019.